# 中道裕大
中道裕大（日语：／ Nakamichi Hirō，1979年5月8日—），日本漫畫家。男性。出身於京都府北桑田郡京北町（現京都市右京區）。AB型血。代表作有《少年獨立國》（原作：濱中明）、《月之蛇 ～水滸傳異聞～》、《放學後桌遊俱樂部》。

## 簡歷
京都府立北桑田高等學校、廣島市立大學藝術學院設計工藝系畢業。
2002年，以《風》獲得第50屆小學館新人漫畫大獎，同年在《少年Sunday超》8月號（小學館）上發表漫畫家出道。《少年獨立國》於2006年2月至11月在《週刊少年Sunday》連載。2009年開始在《月刊少年Sunday》創刊號連載《月之蛇 ～水滸傳異聞～》。2013年，《放學後桌遊俱樂部》在《月刊少年Sunday》開始連載。該作品的動畫化於2018年宣布。2021年完結。2022年，他負責的原作，在《月刊少年Sunday》開始連載。

## 人物
他在小的時候，其就讀的小學有15個學生，班級裡只有一個同學。小學學習空手道，中學學習劍道，大學又學習空手道，並在兩所空手道學校獲得排名。

## 受獎歷
-  漫畫學院（日语：まんがカレッジ） 2001年9、10月期 努力獎
- 《風》 小學館新人漫畫大獎 第50屆（2002年上期） 少年部門大獎

## 作品列表

### 連載
- 少年獨立國（日语：ハルノクニ）（原作：濱中明（日语：浜中明），《週刊少年Sunday》2006年12號—50號，全4冊）
- 月之蛇 ～水滸傳異聞～（日语：月の蛇 〜水滸伝異聞〜）（《月刊少年Sunday》2009年6月號—2012年2月號，全7冊）
- 放學後桌遊俱樂部[11]（《月刊少年Sunday》2013年4月號—2021年7月號，全19冊）
- （《月刊少年Sunday》2022年7月號[9]—2024年2月號[12]，作畫：泥川惠，全4冊）
- （原作：渡邊範明、監修：株式會社ARCLIGHT，《SundayWebry（日语：サンデーうぇぶり）》2023年12月24日—連載中，已出版2冊）

### 短篇
- 風（《週刊少年Sunday超（日语：週刊少年サンデー超）》2002年8月25日號）
- （《週刊少年Sunday超》2003年5月25日號
- （原作：濱中明，《週刊少年Sunday超》2003年11月25日號）
- （《週刊少年Sunday超》2004年2月25日號）
- 青慈與先希（《週刊少年Sunday超》2004年7月25日號）
- 小虎（《週刊少年Sunday超》2005年3月25日號）
- （《週刊少年Sunday超》2007年5月25日號）
- 鬼神道士的下午（《週刊少年Sunday超》2008年7月24日號）
- （《週刊少年Sunday》2008年41號）
- 貓熊茶館與看板雙子（《月刊少年Sunday》2009年6月號別冊附錄）

### 其它
- 網路動畫「超普通都市柏傳說」（人物設定）
- 電視動畫「超普通都市柏傳說R」（人物設定）

## 外部連結
- 中道裕大的X（前Twitter） （日語）